# Amphibetaeus
Amphibetaeus is een geslacht van kreeftachtigen uit de klasse van de Malacostraca (hogere kreeftachtigen).

## Soort
- Amphibetaeus jousseaumei (Coutière, 1896)